# Manuel dos Santos Lima
Manuel dos Santos Lima, angolski pesnik, dramatik, pisatelj, politik, vojaški voditelj in pedagog, * 28. januar 1935, Kuito, Portugalska Angola, † 17. december 2024, Barreiro, Portugalska.
Leta 1956 je zastopal Angolo na prvem Mednarodnem kongresu črnskih pisateljev in umetnikov (Pariz), leta 1962 pa na Kongresu afroazijskih pisateljev (Kairo).
Udejstvoval se je tudi politično: bil je član ustanovno-organizacijskega komiteja Popularnega gibanja za osvoboditev Angole in poveljnik njenega vojaškega krila - Popularne armade za osvoboditev Angole (EPLA).
Pozneje se je preselil v Kanado, kjer je v Montrealu poučeval francoščino.
Lima je preko svojih literarnih del opisoval boj za osvoboditev Angole izpod portugalskega kolonializma, pri čemer se je opiral na svoje lastne izkušnje.

## Dela
- pesniška zbirka Kissange (1961)
- drama A Pele do Diabo (Hudičeva koža; 1963)
- roman As Sementes da Liberdade (Semena svobode; 1965)
- roman As Lágrimas e o Vento (Solze in veter; 1975)
- roman Os Anões e Mendigos (Pritlikavci in klošarji; 1984)